# Sōami
Sōami eig. Shinso (japanisch 相阿弥; * um 1460; † 1525) war ein japanischer Maler.

## Biographie
Sōami wurde als Sohn des japanischen Mönch-Malers Geiami um das Jahr 1460 geboren. Er erlernte sein Handwerk bei Shūbun. 
Sōami war der erste berühmte Teemeister und künstlerische Berater des Shogun. 
Im Jahr 1525 starb er.

## Werke
Sōamis Zeichnungen, die meist zarte Landschaften in weichen Tuschtönen zeigen, fertigte er im Stil der chinesischen Zenmalerei der südlichen Sung-Dynastie an. Es sind nur noch wenige seiner Werke erhalten. Einige Wandbilder im Daisen-in des Daitoku-ji in Kyoto werden ihm jedoch zugeschrieben.

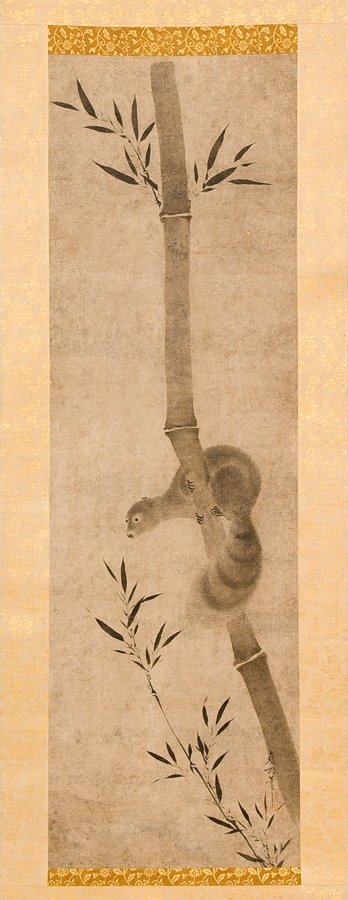
Hörnchen auf einem Bambusstängel
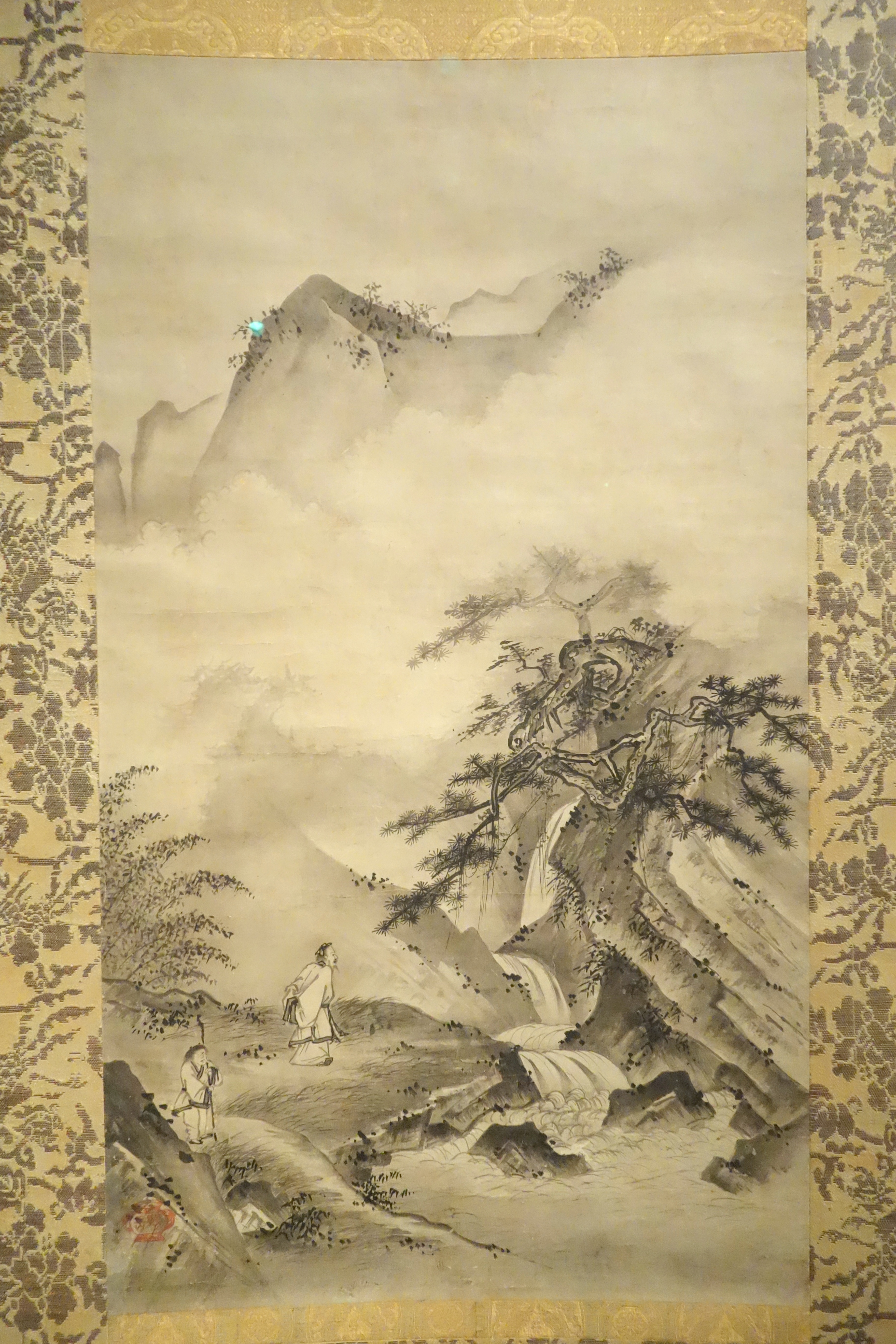
Li Bai betrachtet den Wasserfall
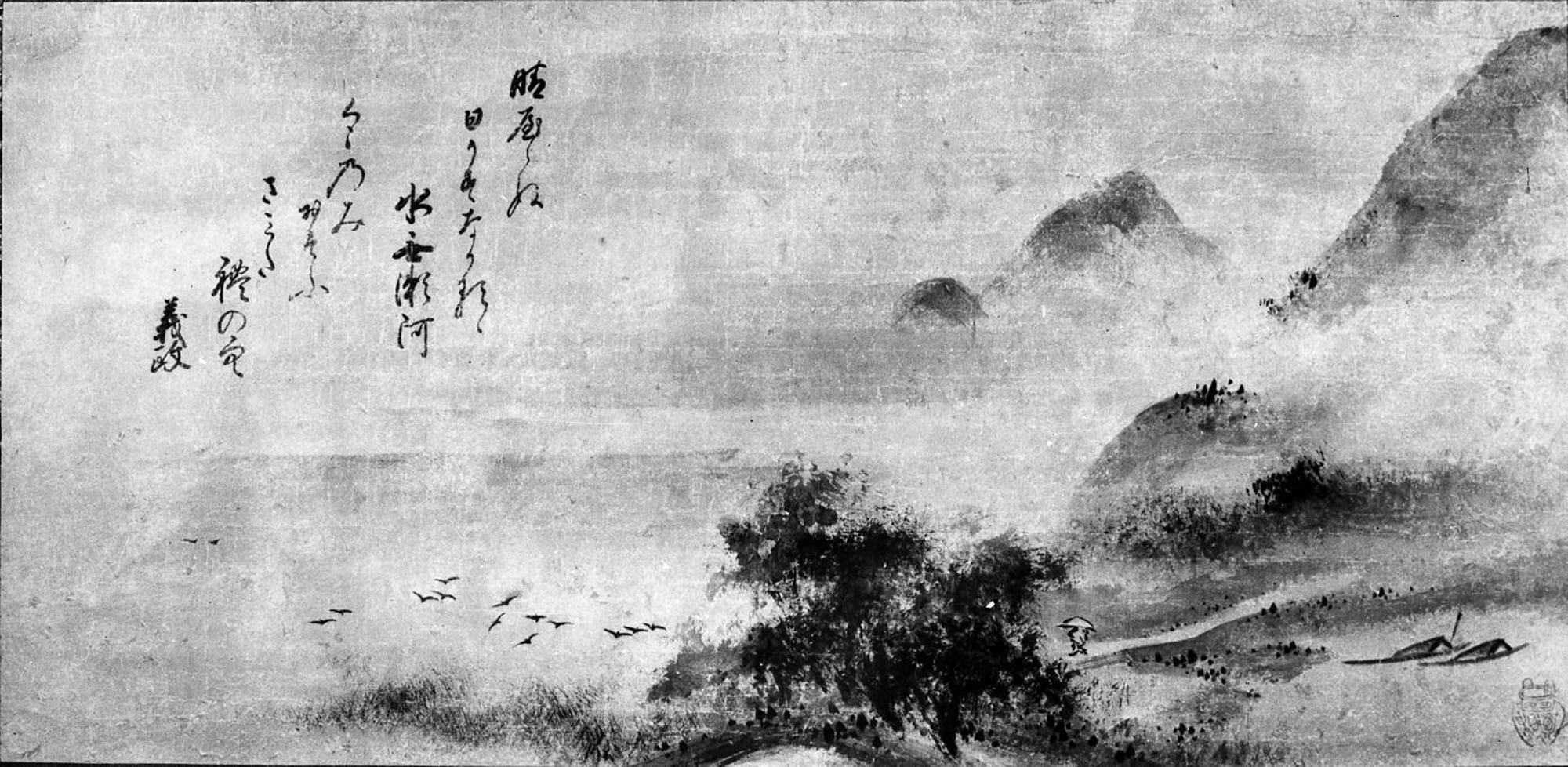
Regnerische Landschaft
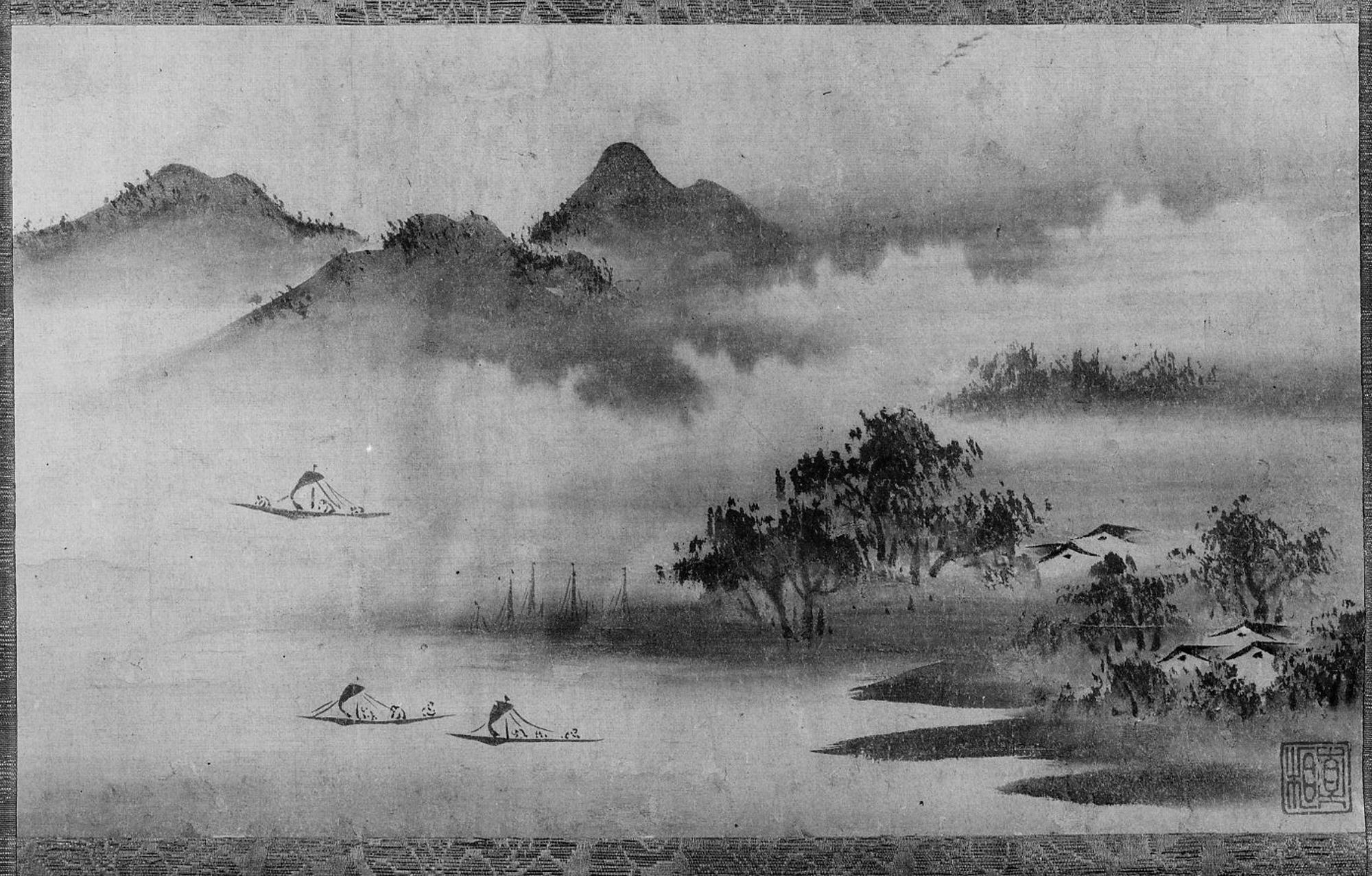
Landschaft
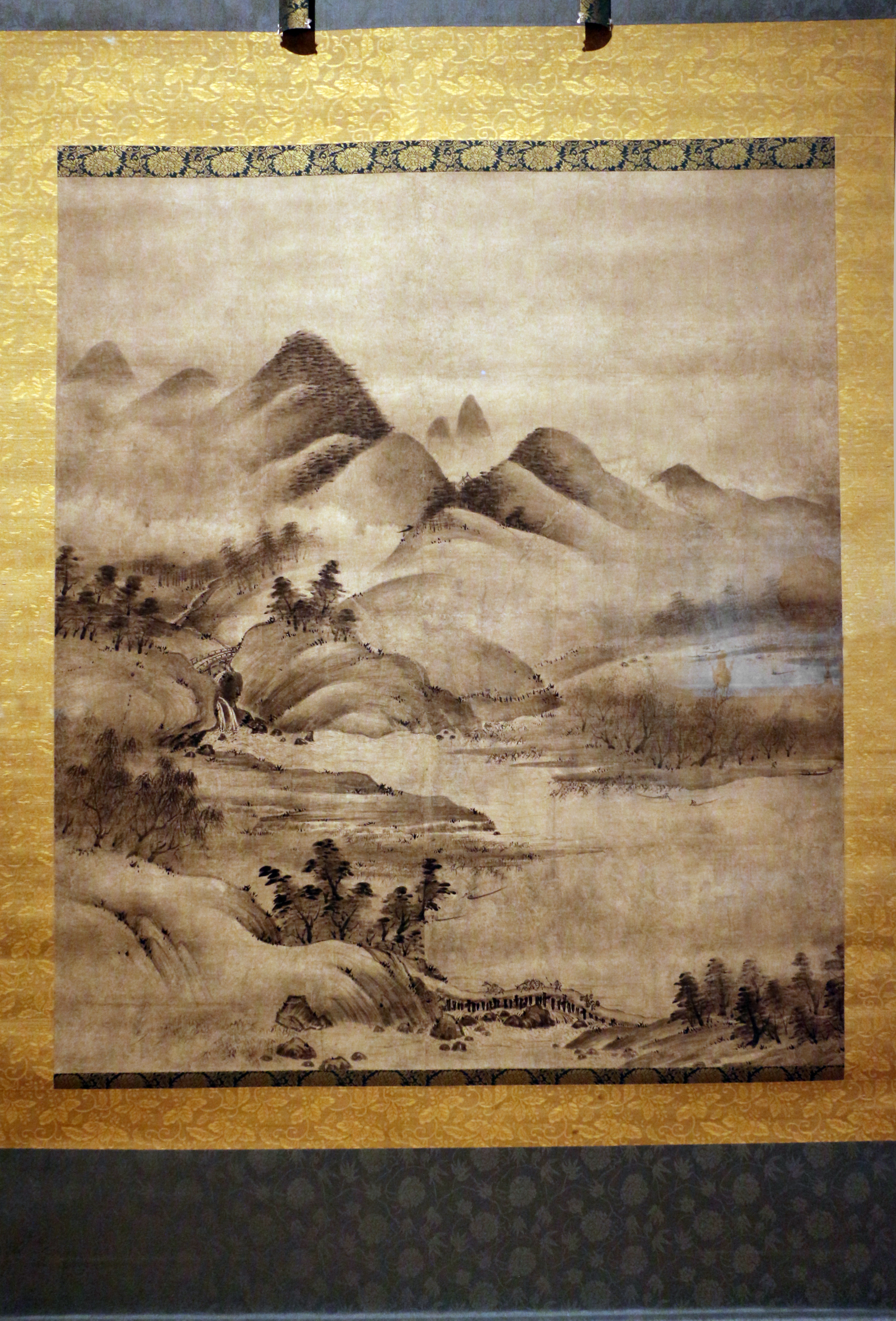
Landschaft
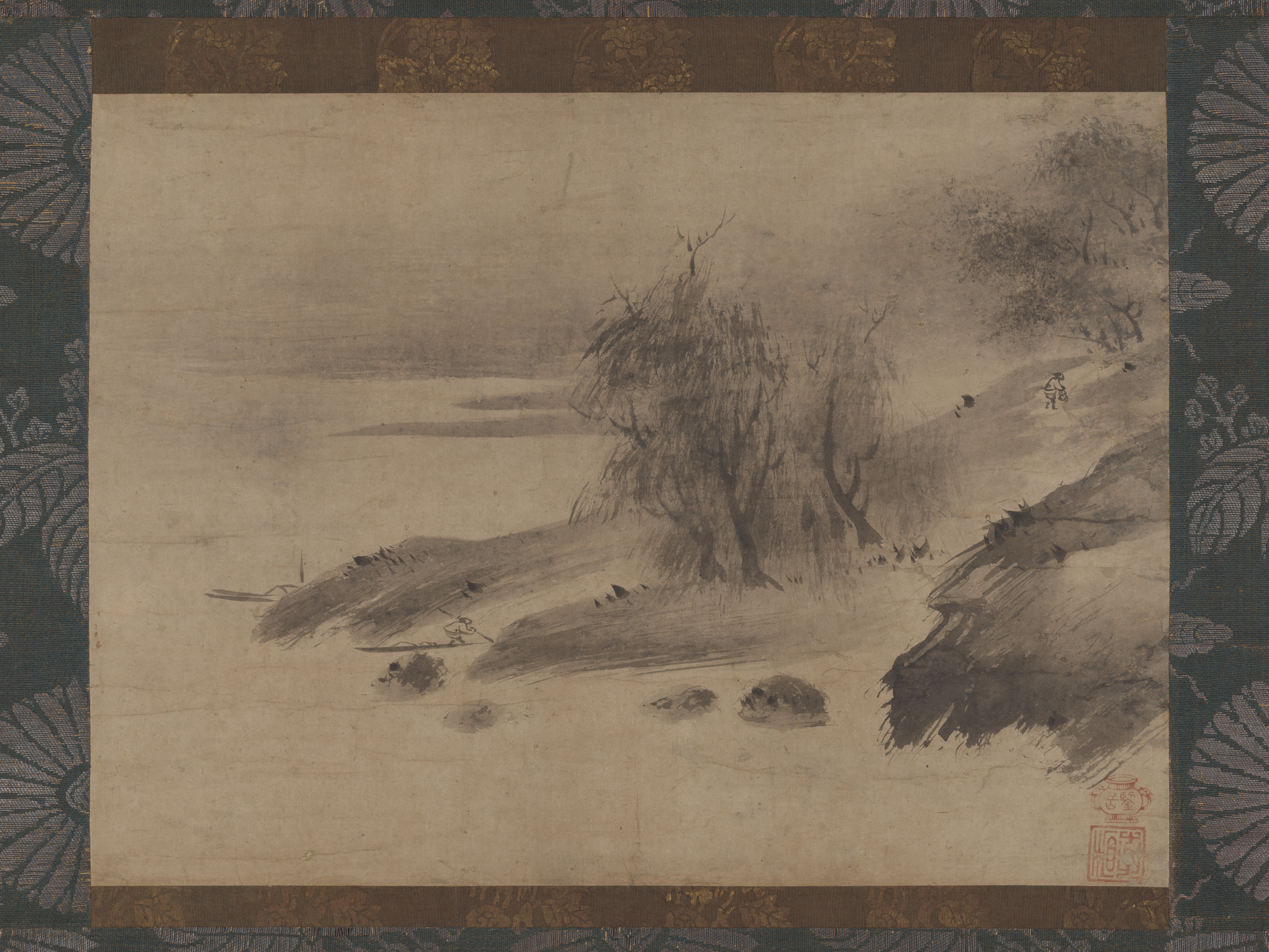
Landschaft
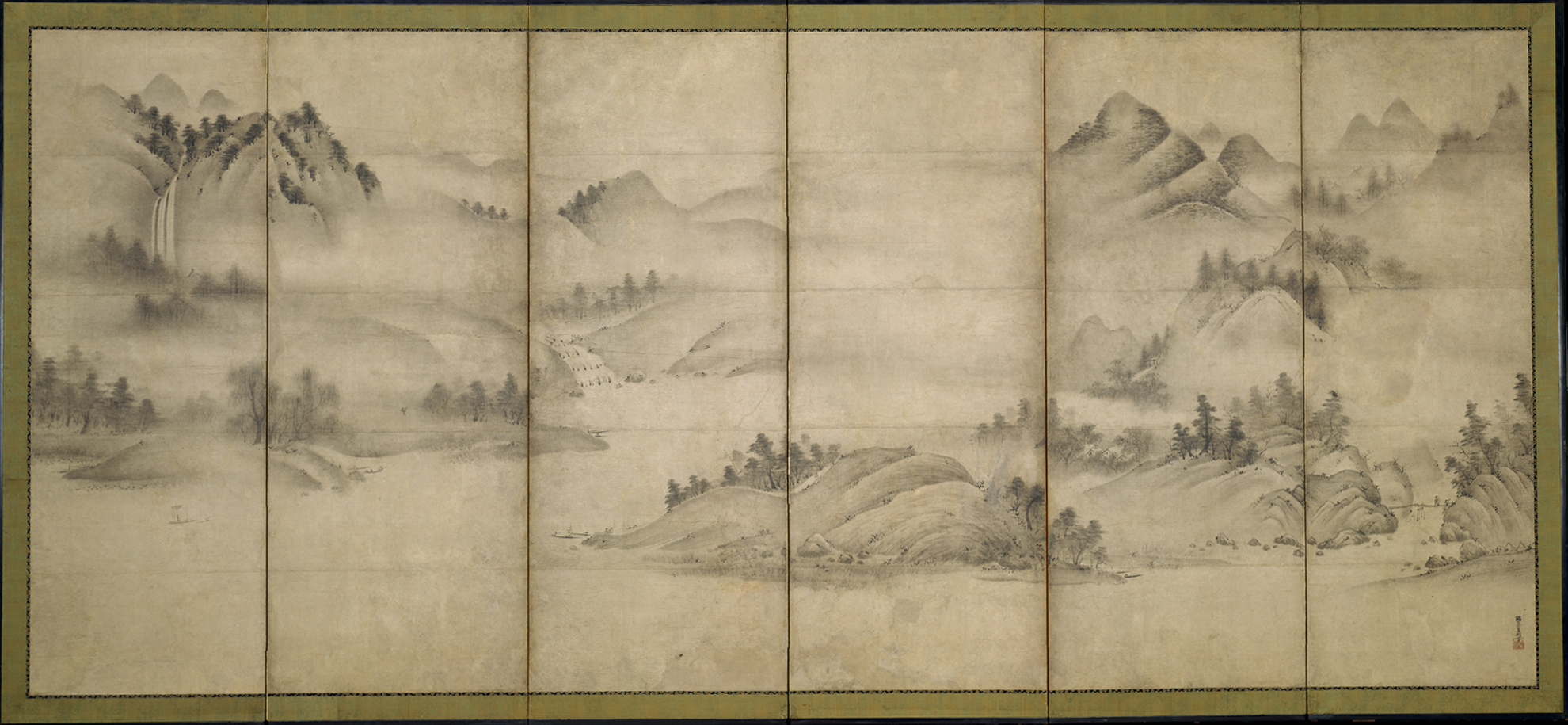
Landschaft der vier Jahreszeiten

Weitere seiner Werke sind im Metropolitan Museum of Art in New York City, im Asian Art Museum in San Francisco und im Honolulu Museum of Art in Honolulu ausgestellt.